# Intel 4004

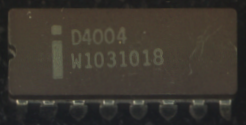
Intel 4004處理器

4004是美國英特爾公司 (Intel) 推出的第1款商用微處理器，也是全球第一款商用微處理器；1971年11月15日发布。
4004處理器的尺寸為3mm×4mm，外層有16隻針腳，內有2,300個晶體管，採用五层設計、10微米製程。
4004最初的主频是108KHz，最高時脈有740KHz，能執行4位元運算，支援8位元指令集及12位元位址集，使用10.8微秒和21.6微秒运行周期。当使用10.8微秒运行周期时，可以每秒运算9万次，成本低于100美元。4004處理器的性能與早期电子计算机ENIAC相若。ENIAC是在1946年推出，機器體積庞大，需占用一个房间。ENIAC擁有18000个真空管。
該款處理器原先是為一家名為Busicom的日本公司而設計，用來生產电子计算器。

## 发展

### 最初的概念
1969年4月，Busicom与英特尔合作，要求其生产一套十二芯片组，用于处理电子计算器的运算。他们的设计基于1965年Olivetti Programma 101的架构，后者是世界上首批桌面可编程计算器之一。两者的关键区别在于，Busicom的设计使用集成电路取代布满独立元件的印刷电路板，并使用固态移位寄存器作为存储器，取代101中昂贵的磁致伸缩延迟线。
与早期的计算器设计不同，Busicom开发了一种通用处理器概念，旨在将其引入低端桌面打印计算器，然后将相同的设计用于收银机和自动柜员机等其他用途。该公司此前已使用TTL小规模集成逻辑IC生产了一款计算器，并希望英特尔能够利用其中中等规模集成（MSI）技术来减少芯片数量。
英特尔指派新近入职的马西安·霍夫（员工编号12）担任两家公司之间的联络人。6月下旬，Busicom的三位工程师——岛正敏（Masatoshi Shima）及其同事增田（Masuda）和高山（Takayama）——前往英特尔介绍该设计。尽管霍夫只是被指派与工程师联络，但他还是开始研究这个概念。他们最初的方案包含七个IC：程序控制、算术逻辑单元（ALU）、定时单元、程序ROM、用于临时存储器的移位寄存器、打印机控制器和输入/输出控制器。
霍夫担心芯片数量及其之间所需的互连会使Busicom的价格目标无法实现。将芯片组合在一起可以降低复杂性和成本。他还担心规模仍然较小的英特尔没有足够的设计人员同时生产七个独立的芯片。他向高层管理人员提出了这些担忧，首席执行官鲍勃·诺伊斯（Bob Noyce）告诉霍夫，如果可行的话，他会支持其他方案。

## 命名
第一位4表示它是一个4位CPU（4bit），后面的4是序号，因为用4004组装的计算机是由4001（ROM）+4002（RAM）+4003（移位寄存器）+4004（CPU）+4008（地址锁存器）+4009（IO接口）组成。

## 外部連結
- Intel 4004官方页面 （页面存档备份，存于）
- 相关的图片和资料 （页面存档备份，存于）
- 简史（页面存档备份，存于）
- Intel 4004非官方网站 （页面存档备份，存于）
- Intel 4004内部结构图（PDF） （页面存档备份，存于）
- Intel 4004的Java模拟器 （页面存档备份，存于）

1. ↑  . Intel.   [March 6, 2025].
2. ↑  Faggin et al. 1996，第10頁.
3. 1 2  Faggin et al. 1996，第11頁.